# Lijst van Alarmschijven in 2008
Deze hits waren  in 2008 Alarmschijf op Radio 538:
| Nr.  | Datum        | Artiest                                   | Titel                          | Hoogste positie in Top 40 |
| ---- | ------------ | ----------------------------------------- | ------------------------------ | ------------------------- |
| 1966 | 5 januari    | Mika                                      | Happy Ending                   | 10                        |
| 1967 | 12 januari   | Alain Clark                               | Father and Friend              | 2                         |
| 1968 | 19 januari   | Mark Ronson ft. Amy Winehouse             | Valerie                        | 1(4wk)                    |
| 1969 | 26 januari   | Leona Lewis                               | Bleeding Love                  | 1(3wk)                    |
| 1970 | 2 februari   | Paramore                                  | Misery Business                | 28                        |
| 1971 | 9 februari   | Mêlée                                     | Built to Last                  | 7                         |
| 1972 | 16 februari  | Rihanna ft. Ne-Yo                         | Hate That I Love You           | 7                         |
| 1973 | 23 februari  | Gavin DeGraw                              | In Love with a Girl            | 22                        |
| 1974 | 1 maart      | Chris Brown                               | With You                       | 31                        |
| 1975 | 8 maart      | OneRepublic                               | Stop and Stare                 | 18                        |
| 1976 | 15 maart     | Alicia Keys                               | Like You'll Never See Me Again | 20                        |
| 1977 | 22 maart     | Sara Bareilles                            | Love Song                      | 5                         |
| 1978 | 29 maart     | Kane                                      | Shot of a Gun                  | 1(2wk)                    |
| 1979 | 5 april      | Colbie Caillat                            | The Little Things              | 23                        |
| 1980 | 12 april     | Madonna ft. Justin Timberlake & Timbaland | 4 Minutes                      | 1(2wk)                    |
| 1981 | 19 april     | Simple Plan                               | Your Love Is a Lie             | 17                        |
| 1982 | 26 april     | Marco Borsato                             | Wit licht                      | 1(3wk)                    |
| 1983 | 3 mei        | Anouk                                     | Modern World                   | 3                         |
| 1984 | 10 mei       | Alain Clark                               | Blow Me Away                   | 8                         |
| 1985 | 17 mei       | Leona Lewis                               | Better in Time                 | 13                        |
| 1986 | 24 mei       | Alicia Keys                               | Teenage Love Affair            | 21                        |
| 1987 | 31 mei       | Maroon 5 ft. Rihanna                      | If I Never See Your Face Again | 11                        |
| 1988 | 7 juni       | Rihanna                                   | Take a Bow                     | 3                         |
| 1989 | 14 juni      | Enrique Iglesias                          | Can You Hear Me                | 1(2wk)                    |
| 1990 | 21 juni      | Kid Rock                                  | All Summer Long                | 2                         |
| 1991 | 28 juni      | Chris Brown                               | Forever                        | 24                        |
| 1992 | 5 juli       | Madonna                                   | Give It 2 Me                   | 1(6wk)                    |
| 1993 | 12 juli      | Coldplay                                  | Viva la vida                   | 1(3wk)                    |
| 1994 | 19 juli      | Katy Perry                                | I Kissed a Girl                | 1(2wk)                    |
| 1995 | 26 juli      | Gavin DeGraw                              | She Holds a Key                | 29                        |
| 1996 | 2 augustus   | Jordin Sparks & Chris Brown               | No Air                         | 9                         |
| 1997 | 9 augustus   | Kane                                      | Wanna Make It Happen           | 34                        |
| 1998 | 16 augustus  | Rihanna                                   | Disturbia                      | 10                        |
| 1999 | 23 augustus  | Marco Borsato                             | Stop de tijd                   | 1(3wk)                    |
| 2000 | 30 augustus  | Keane                                     | Spiralling                     | 12                        |
| 2001 | 6 september  | Pink                                      | So What                        | 4                         |
| 2002 | 13 september | Anouk                                     | If I Go                        | 15                        |
| 2003 | 20 september | The Script                                | The Man Who Can't Be Moved     | 19                        |
| 2004 | 27 september | James Morrison                            | You Make It Real               | 18                        |
| 2005 | 4 oktober    | Nikki                                     | Bring Me Down                  | 6                         |
| 2006 | 11 oktober   | Alain Clark                               | Fell in Love                   | 19                        |
| 2007 | 18 oktober   | Kane                                      | It's London Calling            | 10                        |
| 2008 | 25 oktober   | Katy Perry                                | Hot N Cold                     | 1(2wk)                    |
| 2009 | 1 november   | Nickelback                                | Gotta Be Somebody              | 18                        |
| 2010 | 8 november   | Beyoncé                                   | If I Were a Boy                | 1(4wk)                    |
| 2011 | 15 november  | John Legend                               | Everybody Knows                | 10                        |
| 2012 | 22 november  | Coldplay                                  | Lost!                          | 15                        |
| 2013 | 29 november  | Alphabeat                                 | Boyfriend                      | 12                        |
| 2014 | 6 december   | T.I. ft. Rihanna                          | Live Your Life                 | 5                         |
| 2015 | 13 december  | James Morrison ft. Nelly Furtado          | Broken Strings                 | 5                         |
| 2016 | 20 december  | Ne-Yo                                     | Miss Independent               | 6                         |
| 2017 | 27 december  | Pink                                      | Sober                          | 3                         |

1969 ·
1970 ·
1971 ·
1972 ·
1973 ·
1974 ·
1975 ·
1976 ·
1977 ·
1978 ·
1979 ·
1980 ·
1981 ·
1982 ·
1983 ·
1984 ·
1985 ·
1986 ·
1987 ·
1988 ·
1989 · 
1990 · 
1991 · 
1992 · 
1993 · 
1994 · 
1995 · 
1996 · 
1997 · 
1998 · 
1999 · 
2000 · 
2001 · 
2002 · 
2003 · 
2004 · 
2005 · 
2006 · 
2007 · 
2008 · 
2009 ·
2010 ·
2011 ·
2012 ·
2013 ·
2014 ·
2015 ·
2016 ·
2017 ·
2018 ·
2019 ·
2020 ·
2021 ·
2022 ·
2023 ·
2024 ·
2025